# SAB밀러
SAB밀러(영어: SABMiller plc.)는 세계 최대의 맥주 양조 회사 중 하나이다. 필스너 우르켈, 밀러 드래프트 등을 생산한다. 다만 SAB밀러의 모기업은 앤하이저부시 인베브이지만, 동유럽 지역을 사업하고 있는 제품군인 필스너 우르켈, 코젤 등은 아사히 맥주가 소유하고 있는 것으로 보인다. SAB밀러는 제품 중 일본계 소유 브랜드가 아닌 경우는 동유럽 이외의 것을 가진 나머지 모든 브랜드가 이에 해당되기도 한다.